# Selenia exquisita
Selenia exquisita är en fjärilsart som beskrevs av Smith 1950. Selenia exquisita ingår i släktet Selenia och familjen mätare. Inga underarter finns listade.